# Noordelijke bakerhaai
De noordelijke bakerhaai (Orectolobus wardi) is een vis uit de familie van de wobbegongs (Orectolobidae) en behoort derhalve tot de orde van bakerhaaien (Orectolobiformes). De vis kan een lengte bereiken van 63 centimeter. 

## Leefomgeving
De noordelijke bakerhaai is een zoutwatervis. De vis prefereert een tropisch klimaat en leeft hoofdzakelijk in de Grote Oceaan in de ondiepe wateren van het continentaal plat. 

## Relatie tot de mens
De noordelijke bakerhaai is voor de visserij van beperkt commercieel belang. In de hengelsport wordt er weinig op de vis gejaagd. 
Voor de mens kan de noordelijke bakerhaai gevaarlijk zijn, de noordelijke bakerhaai kan een mens flink verwonden.